# Chuquiraga
Chuquiraga,  chuquiragua o chuquirahua,  es un género  de fanerógamas  en la familia Asteraceae. Comprende 120 especies descritas y de estas, solo 22 aceptadas.  Es originario de Brasil.

## Descripción
Arbustos pequeños, corteza dura. Hojas subsésiles, alternas, espiraladas,  imbricadas, ovadas a lanceoladas, ápice agudo y espinoso, base redondeada, uninervadas, coriáceas; involucro anchamente turbinado, multiseriado con brácteas imbricadas en 5–10 series: exteriores largas y reduciéndose hacia adentro, espinicentes pardo anaranjadas; receptáculo plano, pubescente. Flores 12–45; corolas tubulares, 5-partidas en el ápice, barbadas, amarillas o blanquecinas; 5-estambres, anteras con apéndices basales largos, apéndices apicales linear-lanceolados, agudos; ramas del estilo glabras, cortamente bífidas. Aquenios turbinados, villosos o hirsutos; vilano de cerdas plumosas.

## Taxonomía
El género fue descrito por Antoine-Laurent de Jussieu y publicado en Genera Plantarum 178. 1789[1789].

## Especies aceptadas
A continuación se brinda un listado de las especies del género Chuquiraga aceptadas hasta junio de 2012, ordenadas alfabéticamente. Para cada una se indica el nombre binomial seguido del autor, abreviado según las convenciones y usos.
- Chuquiraga acanthophylla Wedd.
- Chuquiraga arcuata Harling
- Chuquiraga atacamensis Kuntze
- Chuquiraga aurea Skottsb.
- Chuquiraga avellanedae Lorentz
- Chuquiraga calchaquina Cabrera
- Chuquiraga echegarayi Hieron.
- Chuquiraga erinacea D.Don
- Chuquiraga jussieui J.F.Gmel.
- Chuquiraga kuschelii Acevedo
- Chuquiraga longiflora (Griseb.) Hieron.
- Chuquiraga morenonis (Kuntze) C.Ezcurra
- Chuquiraga oblongifolia Sagást. & Sánchez Vega
- Chuquiraga oppositifolia D.Don
- Chuquiraga parviflora (Griseb.) Hieron.
- Chuquiraga raimondiana A.Granda
- Chuquiraga rosulata Gaspar
- Chuquiraga ruscifolia D.Don
- Chuquiraga spinosa Less.
- Chuquiraga straminea Sandwith
- Chuquiraga ulicina (Hook. & Arn.)
- Chuquiraga weberbaueri Tovar